# Rhonny Nilsson
Rhonny Nilsson (Sveg, 3 luglio 1958) è un ex calciatore svedese, di ruolo centrocampista.

## Carriera

### Club
Nilsson vestì la maglia dello Svegs, prima di passare al Brage. Nel 1989, si accordò con i norvegesi del Sogndal. Esordì nella 1. divisjon in data 30 aprile, quando fu titolare nella sconfitta per 3-2 contro il Rosenborg. Nel 1994 fu in forza al Raufoss, prima di chiudere la carriera allo Jotun nel 1995.